# 池の川水源
池の川水源（いけのかわすいげん）は、熊本県の南阿蘇村中松にある中央火口丘系の水源で阿蘇山南麓に位置する。北緯32度49分48秒 東経131度3分5秒 / 北緯32.83000度 東経131.05139度。

## 概説
平成の名水百選にも選出されている白川の「南阿蘇村湧水群」の中のひとつ。湧水量は毎分5トン。
岩下水神社の境内にあり、湧出地は池となっている。池の中央に兜石（）と呼ばれる2つの石があり、この石を水かさの目安として農作物の豊凶が判断されていた（石が水没するときは多雨により凶作、水上に出ているときは豊作）。
水源からの水は生活用水、飲料用水、灌漑用水の3つの水路に分かれる。

## アクセス
- 南阿蘇鉄道高森線中松駅より徒歩。